# ALDL
Assembly Line Diagnostic Link ou ALDL é um sistema de diagnóstico a bordo proprietário desenvolvido pela General Motors antes da padronização do OBD-I.

Conector ALDL de 12 pinos fêmea - visão frontal

Este sistema foi vagamente padronizado e sofreu com o fato de que as especificações para o link de comunicação variou de um modelo para outro. ALDL foi largamente utilizada pelos fabricantes para o diagnóstico de suas concessionárias e autorizadas.

## História
1980: A GM implementa a interface e o protocolo para os testes do Módulo de Controle do Motor (ECM) na linha de montagem de veículos. O protocolo se comunica a 160 baud por Modulação por largura de pulso (MLP) - mais conhecida pela sigla em inglês "PWM" (Pulse-Width Modulation) e monitora alguns poucos sistemas do veículo. 
Implementado em veículos do estado da Califórnia para o ano de 1980, e o resto dos Estados Unidos em 1981, o ALDL não foi projetado para uso fora da fábrica. A única função disponível para o proprietário era o "Códigos Lampejantes". Ao unir os pinos "A" e "B" com a chave da ignição ligada (sem necessidade do motor ligado), a Lâmpada de anomalia do motor (Check Engine Light - CEL) pisca um número de dois dígitos que corresponde a uma condição de erro específica. Veículos da série Cadillac (gasolina) com injeção de combustível, no entanto, eram equipados com diagnóstico de bordo em tempo real, fornecendo os códigos de problemas, os testes de atuadores e dados dos sensores através do display do Controle de climatização eletrônico digital (Electronic Climate Control Display). Mantendo "Off" e "Mais Quente" por alguns segundos, ativava o modo de diagnóstico sem necessidade de uma ferramenta de análise externa. 
1986: Uma versão atualizada do protocolo ALDL se comunica em 8192 baud com half-duplex e sinalização UART. Este protocolo é definido no GM XDE-5024B.